# Donji Petrovići
Donji Petrovići är en ort i Bosnien och Hercegovina.   Den ligger i entiteten Republika Srpska, i den nordvästra delen av landet, 200 km nordväst om huvudstaden Sarajevo. Donji Petrovići ligger 306 meter över havet och antalet invånare är 210.
Terrängen runt Donji Petrovići är varierad.Närmaste större samhälle är Bosanska Krupa, 10,4 km väster om Donji Petrovići. 
Omgivningarna runt Donji Petrovići är en mosaik av jordbruksmark och naturlig växtlighet. Runt Donji Petrovići är det ganska tätbefolkat, med 75 invånare per kvadratkilometer.